# هوريكين ديك (ميزوري)
هوريكين ديك (بالإنجليزية: Hurricane Deck)‏ هي إحدى المجتمعات الفردية (غير مصنفة) في ولاية ميزوري في الولايات المتحدة الأمريكية.